# Венеційський хрестовий похід (1122—1124)
Венеційський хрестовий похід 1122—1124 років — морська експедиція Венеційської республіки на Святу Землю, під час якої було розбито флот фатімідського Єгипту, що загрожував Єрусалимському королівству з Аскалону і захоплено у мусульман стратегічне портове місто Тір. Це була важлива перемога в часи, коли Єрусалимське королівство досягло своїх найбільших розмірів за правління короля Балдуїна II. Венеційці отримали дуже сприятливі торговельні права та концесії в Тірі. На своєму шляху як до Палестини, так і в зворотному напрямку, венеційський флот здійснив численні напади на візантійські острови, що змусило греків відновити венеційські торгові привілеї також і на території Візантійській імперії.

## Підготовка
Балдуїн де Бурк, племінник короля Балдуїна I Єрусалимського був графом Едеси з 1100 по 1118 рік. У 1118 році його дядько помер, і він став королем Балдуїном II Єрусалимським. У Битві на Кривавому полі, що відбулася біля Сармади 28 червня 1119 року, хрестоносці зазнали катастрофічної поразки від сил Іль-Газі, артукідського правителя Мардіна. Пізніше того ж року Балдуін повернув собі частину території, але сили хрестоносців були серйозно ослаблені поразкою. Балдуїн звернувся про допомогу до Папи Каллікста II, який переслав цей запит до Венеції.
Умови хрестового походу були узгоджені шляхом переговорів між посланцями Балдуїна II і дожем Венеції Доменіко Мікелє. Як тільки венеційці вирішили взяти участь в хрестовому поході, Каллікст надіслав їм свій папський прапор, щоб висловити своє схвалення. На Першому Латеранському соборі він підтвердив, що венеційці мають привілеї хрестоносців, включаючи відпущення їхніх гріхів. Церква також поширила свій захист на родини та майно хрестоносців.
У 1122 році дож Доменіко Мікіеле особисто очолив морський хрестовий похід. Венеційський флот, що складався більше, ніж зі 120 кораблів (серед них 40 бойових галер і 40 вантажних суден), який перевозив армію з понад 15 000 чоловік, покинув Венеційську лагуну 8 серпня 1122 року. Здається, це був перший хрестовий похід, у якому лицарі взяли на кораблі з собою коней. Дорогою венеційці напали на Корфу, який тоді був володінням Візантійської імперії, з якою Венеція мала суперечку щодо торгових привілеїв. У 1123 році Балдуін II був захоплений в полон Белек-Газі, артукідським еміром Алеппо, і ув'язнений у Харпуті. Дізнавшись про цю новину, венеційці припинили облогу Корфу й у травні 1123 року досягли узбережжя Палестини.

## Битва під Яффо

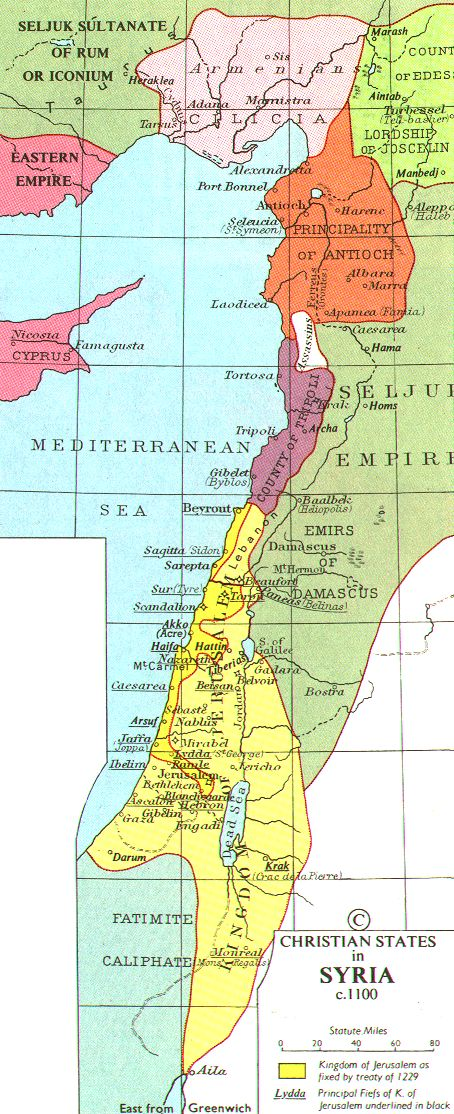
Держави хрестоносців близько 1100 року

Венеційський флот прибув до Акри наприкінці травня 1123 року, і йому було повідомлено, що флот єгипетських Фатімідів із близько ста вітрил зібраний в Аскалоні, щоб допомогти Белек-Газі. Дізнавшись про це, венеційський флот поплив на південь і зустрівся з флотом Фатімідів неподалік від Яффо. Дож Мікеле наказав розділити венеційський флот на дві частини: слабша частина мала йти попереду, а сильніша ховатися за нею. Побачивши меншу частину венеційського флоту і припускаючи легку перемогу, єгиптяни потрапили в пастку, і у підсумку опинилися між двома венеційськими ескадрами що переважали їх чисельністю. В результаті битви під Яффо, близько 4000 мусульман було вбито, включно з адміралом Фатімідів, і захоплено 9 мусульманських суден. На шляху назад до Акри, венеційці підсилили свій успіх, захопивши додаткових 10 торговельних суден. Фульхерій Шартрський (Книга III/20) і Вільгельм Тірський (Книга XII/22-23) описали цю подію.
Потім венеційці висадилися в Акрі і дож здійснив паломництво до Єрусалиму, де відсвяткував Різдво та зустрівся з Гармондом, патріархом Єрусалима, та коннетаблем Вільямом Берісом, який керував Єрусалимом за відсутності Балдуїна II. Було домовлено, що венеційський флот допоможе хрестоносцям захопити Тір або Аскалон, єдині два міста на узбережжі, які все ще знаходились під контролем мусульман. З приводу обрання міста для нападу виникли суперечки, оскільки барони з півдня Єрусалимського королівства хотіли напасти на Аскалон, тоді як барони з півночі королівства воліли спрямувати флот проти Тіру, який був більшим і багатшим містом і був важливим портом для ворожого Дамаска. За словами Вільгельма Тірського, «справа наблизилася до небезпечної сварки» і в підсумку Тір був обраний жеребкуванням.

## Облога Тіра

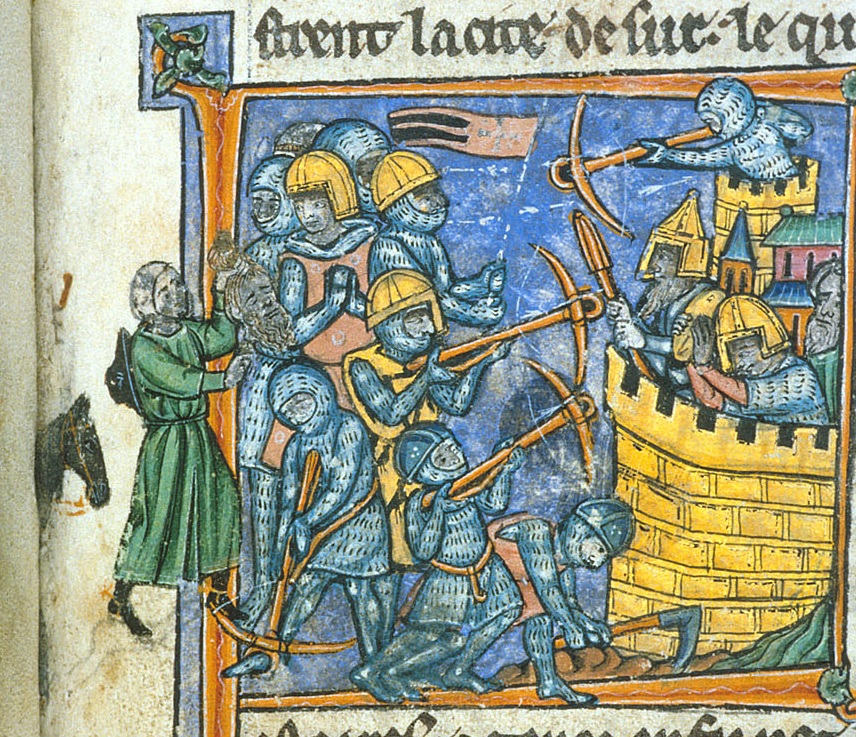
Ілюстрація з Estoire d'Eracles (Британська бібліотека, Yates Thompson MS 12, датована 1232—1261 роками), що показує облогу Манбіджа (1124). Нападники розмахують головою Белек-Газі.

15 лютого 1124 року венеційці та франки почали облогу Тіра. Морський порт Тір (сучасний Сур в Лівані), був частиною території Тугтегіна, атабека Дамаска. Латинську армію очолювали патріарх Антіохії, дож Венеції, Понс Триполітйський та Вільгельм Берійський, королівський коннетабль.
Щоб розбити міські стіни, венеційці та франки збудували облогові вежі та машини, які могли мітати каміння. Захисники Тира також будували машини, щоб мітати каміння в облогові вежі латинян. У міру того як облога затягувалася, громадяни почали відчувати нестачу їжі, і вони надсилали термінові заклики про допомогу. Белек-Газі загинув під час облоги міста Манбідж. Тугтегін просунувся до Тіра, але відступив без бою, коли сили графа Понса Тріполітанського та коннетабля Вільгельма виступили йому назустріч. У червні 1124 року Тугтегін відправив послів для укладання миру. Після тривалих і важких дискусій було погоджено, що умови капітуляції включатимуть дозвіл тим, хто хоче залишити місто, забрати з собою свої сім'ї та майно, а ті, хто хоче залишитися, збережуть права на свої будинки та майно в місті. Це умови були непопулярними серед деяких хрестоносців, які прагнули пограбувати багате портове місто.
Тір здався 29 червня 1124 року. Після того, як війська хрестоносців увійшли до міста, за словами Вільгельма Тірського «вони захоплювалися укріпленнями міста, міцністю будівель, масивними стінами, високими вежами та сильно укріпленою шляхетною гаванню. Вони мали лише похвалу рішучій наполегливості громадян, які, незважаючи на тиск жахливого голоду та брак припасів, змогли так довго відвертати капітуляцію. Бо коли наші війська заволоділи цим місцем, вони знайшли в місті лише п'ять мір пшениці».

## Наслідки
Балдуїн II був у полоні під час завоювання Тіра, але пізніше того ж року був звільнений і негайно порушив умови свого звільнення. Балдуїн II надав венеційцям широкі комерційні привілеї в Тірі, забезпечивши тим самим збереження військово-морської присутності на Латинському Сході. Привілей включав гарантії майнових прав для спадкоємців венеційців, які зазнали корабелетрощі або померли в Тирі.
Багато мешканців Тіру, які покинули місто, перебрались до Дамаска. Балдуін II відновив військові дії проти Алеппо та Дамаска та отримав данину від обох держав. За Балдуїна II Єрусалимське королівство досягло найбільших розмірів. Тір процвітав у складі Єрусалимського королівства. Коли імператор Священної Римської імперії Фрідріх I Барбаросса помер під час Третього хрестового походу, його поховали в Тірському соборі. Місто було захоплене і зруйноване мамлюками в 1291 році.
На зворотному шляху венеційський флот зайшов в Егейське море. Венеційці знову пограбували грецькі острови, зокрема Родос, Самос, Хіос, Лесбос, Андрос, Модон і Кефалонію, що змусило візантійського імператора Іоанна II Комніна у 1126 році поновити торгові привілеї, надані Венеції його батьком Олексієм I Комніном згідно Візантійсько-венеційського договору 1082 року.